# Eugen Bartmer
Eugen Bartmer (* 17. Juni 1937 in Wien; † 2. Jänner 2022 ebenda) war ein österreichischer Maschinenschlosser und mehrfach ausgezeichneter Schriftsteller.

## Leben und Wirken
Bartmer erlernte den Beruf des Maschinenschlossers und war 1952 bis 1994 in der Industrie in tätig. Ab 1976 war er literarisch tätig und erhielt 1980 den Theodor-Körner-Preis. 2002 wurde Der Menschenfresser als bestes Buch der Leipziger Buchmesse ausgezeichnet. Weitere Veröffentlichungen sind u. a. in Die Tarantel – Werkstatt Literatur der Arbeitswelt. Bartmer war Mitglied der Grazer Autorinnen Autorenversammlung. Er schrieb selbstironische Prosa und sinistere Gedichte und trat auch auf der Veranstaltung Linkes Wort in Wien auf.

## Werke
- 6000 Nächte lärmendes Allotria. vorletzte Erzählungen. Werkkreis Literatur der Arbeitswelt, Wien 2016
- Nonsensentrümpelung. Gedichte. Mit Illustrationen von Erna Frank. Werkkreis Literatur der Arbeitswelt, Wien 2015. ISBN 978-3-950-36733-1
- Ein Peepnachmittag. Erzählungen. Werkkreis Literatur der Arbeitswelt, Wien 2013
- Ein Hedonist. Gedichte. Mit Illustrationen von Joseph Kühn. Verlag Bibliothek der Provinz, Weitra 2012. ISBN 978-3-990-28039-3
- Umquartiert. Erzählungen. Werkkreis Literatur der Arbeitswelt, Wien 2010
- Ein später Privatier. M.E.L. Kunsthandel, Wien 2008. ISBN 978-3-902-60205-3
- Der Strandwanderkönig. Gedichte. Mit Illustrationen von Joseph Kühn. M.E.L. Kunsthandel, Wien 2006
- Suffisticated. Texte aus den 70er und 80er Jahren von Eugen Bartmer. Messerschnitte von Joseph Kühn. M.E.L. Kunsthandel, Wien 2004. ISBN 3-950-18452-X
- Der Menschenfresser. Poems. Mit Illustrationen von Eric Neunteufel. Edition Kunstmarke, Wien 2001. ISBN 3-950-13560-X
- Der Speibteufel. und andere Geschichten. VIDO – Verein zur Information d. Öffentlichkeit zu Kunst, Wissenschaft und Politik, Wien 1996. ISBN 3-901-19319-7
- Trockendock Kalksburg. Erzählung. Verlag: VIDO – Verein zur Information d. Öffentlichkeit zu Kunst, Wissenschaft und Politik, Wien 1993
- Wien bleibt magnetisch. Herbstpresse, Wien 1991. ISBN 3-901-19312-X
- Ein seltsamer Wiener. vier fast romantische Geschichten. Kindler-Hollinek-Prosa, Wien 1986
- Steuerfreie Mehrwerte. Gedichte. Freibord, Wien 1983
- Vierzig Möglichkeiten. Gedichte. Freibord, Wien 1978